# Bogdanowo (Oborniki)
Pour les articles homonymes, voir Bogdanowo.
Bogdanowo (prononciation : [bɔɡdaˈnɔvɔ], en allemand : Bogenau) est un village polonais de la gmina d'Oborniki dans le powiat d'Oborniki de la voïvodie de Grande-Pologne dans le centre-ouest de la Pologne.
Il se situe à environ 3 kilomètres au sud d'Oborniki (siège de la gmina et du powiat), et à 27 kilomètres au nord de Poznań (capitale de la Grande-Pologne).

## Histoire
De 1975 à 1998, le village faisait partie du territoire de la voïvodie de Poznań.

Depuis 1999, Bogdanowo est situé dans la voïvodie de Grande-Pologne.
Le village possède une population de 698 habitants en 2009.